# Fürstlich Liechtensteinisches Verdienstzeichen
Das fürstlich liechtensteinische Verdienstzeichen wurde am 22. Juli 1937 durch Fürst Franz I. von und zu Liechtenstein in zwei Klassen (Gold und Silber) gestiftet und kann an In- und Ausländer verliehen werden, die sich um das Fürstentum Liechtenstein Verdienste erworben haben.

## Ordensdekoration
Das Ordenszeichen ist ein vergoldetes bzw. versilbertes Kreuz mit nach außen sich verbreiternden Balken, welches an den Enden halbrund abschließt. Im blau emaillierten Medaillon mit roter Umrandung die goldene Letter  L  (Liechtenstein). Rückseitig die Initialen des Stifters  F I L  (Franz I. von Liechtenstein).

## Trageweise
Getragen wird die Auszeichnung an einem roten Dreiecksband mit zwei dunkelblauen Seitenstreifen auf der linken Brustseite. Frauen tragen die Auszeichnung an einer Damenschleife.

## Sonstiges
Das fürstlich liechtensteinische Verdienstzeichen ist nicht mit dem fürstlich liechtensteinischen Verdienstorden zu verwechseln. Dieser ist eine eigene Stiftung.